# Луп'я (муніципальне утворення «Сойгинське»)
Луп'я (рос. Лупья) — присілок в Ленському районі Архангельської області Російської Федерації.
Населення становить 3 особи. Входить до складу муніципального утворення Сойгинське поселення.

## Історія
Від 2004 року входить до складу муніципального утворення Сойгинське поселення.

## Населення
| 2002 | 2010 | 2012 |
| ---- | ---- | ---- |
| 4    | ↘3   | →3   |